# Malise V, conte di Strathearn
Malise V, conte di Strathearn, in gaelico scozzese Maol Íosa (... – prima del 1357), è stato un nobile scozzese.

## Biografia
Delle origini di Malise non si sa nulla, se non che successe ai titoli del padre Malise IV in una data imprecisata prima del 1329, quando risultava già in possesso del patrimonio familiare. Nello stesso periodo divenne anche conte delle Orcadi e conte di Caithness tramite eredità, diventando così il vassallo scozzese più importante delle Highlands.
Fu tra i nobili che si opposero ai tentativi di ingerenza di Edoardo III d'Inghilterra nel governo della Scozia, e di conseguenza combatté nella seconda guerra d'indipendenza scozzese. Alcune cronache lo danno morto alla battaglia di Halidon Hill, ma sue menzioni in vita successive paiono smentire tale versione. Fu dichiarato ribelle da Edoardo III, e fu quindi costretto a fuggire in Norvegia in esilio, probabilmente ospite della regina vedova Isabella Bruce, una scozzese.
Durante la sua assenza, terre e titoli gli vennero confiscati dal re inglese e dal pretendente Edoardo Balliol (anche se insistenti voci affermavano che fosse stato il conte stesso a cedere il suo patrimonio in cambio della salvezza). Malise rientrò presto in Scozia per cercare di riottenerne il controllo, risiedendo spesso nelle parti più remote del paese per sfuggire alla cattura. Tuttavia nemmeno con la vittoria finale di Davide II di Scozia il conte poté riottenere il suo feudo, venendo invece portato a processo per tradimento per essersi arreso agli inglesi. Fu assolto dalle accuse di tradimento, ma Davide nel 1344 concesse il feudo di Strathearn a Maurice de Moravia, altro parente del re la cui famiglia stava tentando di ottenere il controllo della Corona di Scozia.
Il 28 maggio 1344 concesse la tutela della figlia Isabel al cognato Guglielmo III di Ross, e il documento di tale rapporto è l'ultima menzione certa di Malise mentre egli era in vita. Poche settimane dopo fu chiamato in causa dal Parlamento scozzese per rispondere ancora delle accuse di tradimento, ma non si presentò di persona, facendosi rappresentare dal cognato Guglielmo di Ross, dal vescovo Roger di Ross e dall'avvocato William Meldrum. Benché assolto dal precedente processo, persisteva il crimine di aver contrattato con gli inglesi, accusa per cui fu ribadita la revoca della contea di Strathearn.
Non è nota l'esatta data di Morte di Malise V. Alcune cronache riportano il suo decesso alla battaglia di Neville's Cross del 1346, ma il fatto non è certo. Entro il 1357 era comunque già deceduto, poiché in quell'anno Guglielmo di Ross entrò in possesso di alcuni beni lasciatigli in eredità dal cognato. Con la sua morte si estinsero i conti gaelici di Strathearn.

## Discendenza
Malise si sposò una prima volta con una figlia del conte di Menteith, ma non sono rimasti dettagli di questa unione, tanto che non si sa né il nome della sposa né se il matrimonio produsse figli. Ciò porta a sospettare gli storici che possa trattarsi di un'unione spuria.
Il secondo matrimonio e primo certo fu con Marjory di Ross, figlia del conte Ugo di Ross. L'unione, avvenuta attorno al 1325, produsse quattro figlie:
- Matilda;
- Isabella;
- Agnes;
- Eufemia.